# Antonella Serra Zanetti
| Posities op de WTA-ranglijst Positie per einde seizoen: \| jaar \| rang enkelspel \| rang dubbelspel \| \| ---- \| -------------- \| --------------- \| \| 1995 \| 855 \| 862 \| \| 1996 \| 466 \| 882 \| \| 1997 \| 340 \| 552 \| \| 1998 \| 183 \| 269 \| \| 1999 \| 181 \| 255 \| \| 2000 \| 184 \| 177 \| \| 2001 \| 184 \| 154 \| \| 2002 \| 92 \| 150 \| \| 2003 \| 107 \| 99 \| \| 2004 \| 99 \| 82 \| \| 2005 \| 64 \| 69 \| \| 2006 \| 316 \| 136 \| \| 2007 \| 332 \| 378 \| \| 2008 \| 754 \| 826 \| |                |                 |
| jaar | rang enkelspel | rang dubbelspel |
| 1995 | 855            | 862             |
| 1996 | 466            | 882             |
| 1997 | 340            | 552             |
| 1998 | 183            | 269             |
| 1999 | 181            | 255             |
| 2000 | 184            | 177             |
| 2001 | 184            | 154             |
| 2002 | 92             | 150             |
| 2003 | 107            | 99              |
| 2004 | 99             | 82              |
| 2005 | 64             | 69              |
| 2006 | 316            | 136             |
| 2007 | 332            | 378             |
| 2008 | 754            | 826             |

Antonella Serra Zanetti (Modena, 25 juli 1980) is een voormalig tennisspeelster uit Italië. Serra Zanetti begon met tennis toen zij zeven jaar oud was. Haar favoriete ondergrond is hardcourt. Zij speelt rechtshandig en heeft een tweehandige backhand. Haar oudere zuster Adriana is ook een voormalig tennisspeelster. Antonella was actief in het proftennis van 1995 tot en met 2008.

## Loopbaan

### Enkelspel
Serra Zanetti debuteerde in 1995 op het ITF-toernooi van Bari (Italië). Zij stond in 1996 voor het eerst in een finale, op het ITF-toernooi van Bari (Italië) – hier veroverde zij haar eerste titel, door de Tsjechische Jana Macurová te verslaan. In totaal won zij zes ITF-titels, de laatste in 2000 in Reggio Calabria (Italië).
In 1996 speelde Serra Zanetti voor het eerst op een WTA-hoofdtoernooi, op het toernooi van Palermo. Zij stond in 2003 voor de enige keer in een WTA-finale, op het toernooi van Casablanca – zij verloor van landgenote Rita Grande.
Haar beste resultaat op de grandslamtoernooien is het bereiken van de derde ronde, op Wimbledon in 2005, waarbij zij onder meer de als tiende geplaatste Zwitserse Patty Schnyder versloeg. Haar hoogste notering op de WTA-ranglijst is de 60e plaats, die zij bereikte in januari 2006.

### Dubbelspel
Serra Zanetti was in het dubbelspel minder actief dan in het enkelspel. Zij debuteerde in 1995 op het ITF-toernooi van Bari (Italië), samen met landgenote Elena Pioppo. Zij stond in 1997 voor het eerst in een finale, op het ITF-toernooi van Camucia (Italië), samen met landgenote Maria Paola Zavagli – zij verloren van het duo Cristina Salvi en Andreea Vanc. In 1998 veroverde Serra Zanetti haar eerste titel, op het ITF-toernooi van Edinburgh (Schotland), samen met landgenote Francesca Schiavone, door het Britse duo Louise Latimer en Helen Reesby te verslaan. In totaal won zij vijf ITF-titels, de laatste in 2007 in Saint Paul (VS).
In 1996 speelde Serra Zanetti voor het eerst op een WTA-hoofdtoernooi, op het toernooi van Palermo, samen met landgenote Alessia Risuleo. Zij stond in 2004 voor het eerst in een WTA-finale, op het toernooi van Tasjkent, samen met haar zus Adriana – hier veroverde zij haar eerste titel, door het koppel Marion Bartoli en Mara Santangelo te verslaan. In totaal won zij twee WTA-titels, de andere in 2005 in Istanbul, samen met de Spaanse Marta Marrero.
Haar beste resultaat op de grandslamtoernooien is het bereiken van de derde ronde, op het Australian Open 2006. Haar hoogste notering op de WTA-ranglijst is de 47e plaats, die zij bereikte in mei 2006.

### Tennis in teamverband
In 2002 en 2003 maakte Serra Zanetti deel uit van het Italiaanse Fed Cup-team – zij behaalde daar een winst/verlies-balans van 1–3.

## Resultaten grandslamtoernooien
| Legenda | Legenda                          |
| ------- | -------------------------------- |
| g.t.    | geen toernooi gehouden           |
| l.c.    | lagere categorie                 |
| –       | niet deelgenomen                 |
| G       | uitgeschakeld in de groepsfase   |
| 1R      | uitgeschakeld in de eerste ronde |
| 2R      | uitgeschakeld in de tweede ronde |
| 3R      | uitgeschakeld in de derde ronde  |
| 4R      | uitgeschakeld in de vierde ronde |
| KF      | uitgeschakeld in de kwartfinale  |
| HF      | uitgeschakeld in de halve finale |
| F       | de finale verloren               |
| W       | het toernooi gewonnen            |
| w-v     | winst/verlies-balans             |

### Enkelspel
| Toernooi        | 2002 | 2003 | 2004 | 2005 | 2006 | w-v |
| --------------- | ---- | ---- | ---- | ---- | ---- | --- |
| Australian Open | 2R   | 2R   | 2R   | 1R   | 1R   | 3-5 |
| Roland Garros   | –    | 1R   | –    | 2R   | 1R   | 1-3 |
| Wimbledon       | 1R   | 1R   | –    | 3R   | 1R   | 2-4 |
| US Open         | 2R   | 2R   | 2R   | 1R   | –    | 3-4 |

### Vrouwendubbelspel
| Toernooi        | 2002 |    | 2004 | 2005 | 2006 | w-v |
| --------------- | ---- | -- | ---- | ---- | ---- | --- |
| Australian Open | 1R   | 1R | 1R   | 3R   | 2-4  |     |
| Roland Garros   | 1R   | 2R | 1R   | 1R   | 1-4  |     |
| Wimbledon       | 1R   | 1R | 2R   | 1R   | 1-4  |     |
| US Open         | 1R   | 1R | 2R   | 1R   | 1-4  |     |

## Palmares
| Legenda                |
| ---------------------- |
| Grandslamtoernooi      |
| Olympische Spelen      |
| Year-End Championships |
| Tier I                 |
| Tier II                |
| Tier III               |
| Tier IV & V            |

### WTA-finaleplaatsen enkelspel
| nr.              | finale     | toernooi       | ondergrond | tegenstandster | score         |         |
| ---------------- | ---------- | -------------- | ---------- | -------------- | ------------- | ------- |
| gewonnen finales |            |                |            |                |               |         |
| geen             |            |                |            |                |               |         |
| verloren finales |            |                |            |                |               |         |
| 1.               | 2003-04-06 | WTA Casablanca | gravel     | Rita Grande    | 2-6, 6-4, 1-6 | details |

### WTA-finaleplaatsen vrouwendubbelspel
| nr.              | finale     | toernooi     | ondergrond | partner               | tegenstandsters                          | score         |         |
| ---------------- | ---------- | ------------ | ---------- | --------------------- | ---------------------------------------- | ------------- | ------- |
| gewonnen finales |            |              |            |                       |                                          |               |         |
| 1.               | 2004-10-17 | WTA Tasjkent | hardcourt  | Adriana Serra Zanetti | Marion Bartoli Mara Santangelo           | 1-6, 6-3, 6-4 | details |
| 2.               | 2005-05-21 | WTA Istanbul | gravel     | Marta Marrero         | Daniela Klemenschits Sandra Klemenschits | 6-4, 6-0      | details |
| verloren finales |            |              |            |                       |                                          |               |         |
| geen             |            |              |            |                       |                                          |               |         |